# 基沙尔
在阿卡德史诗《埃努玛·埃利什》（“Enuma Elish”，也称作“创世的七块泥板”）中，基沙尔（Kishar）是拉赫穆（Lahmu）与拉哈穆（Lahamu）-提阿玛特(Tiamat)和阿勃特（Abzu）的第一个孩子所生的女儿。她是安沙尔（Anshar）的姐姐和妻子，安努（Anu）的母亲。基沙尔可能作为天空神安沙尔的对偶神，代表了大地，可能被看作是地母神。
在《埃努玛·埃利什》中，基沙尔只出现过一次，在史诗开头的几行，然后从故事中消失。她似乎只是在公元前一世纪的其它文献中偶尔出现，并可能同等于与苍天神安努的女性对应神-安图（Antu）女神。